# Campionat del Món de motociclisme de velocitat de 350cc
El Campionat del Món de motociclisme de velocitat de 350cc, regulat per la FIM, fou la màxima competició internacional de motociclisme de velocitat en la cilindrada de 350 cc. Coneguda com a "classe de 350 cc" (en anglès, 350 cc class), era una de les diverses categories en què es disputava el Campionat del Món, amb les seves curses formant part dels Grans Premis al costat de les de les altres cilindrades. Es disputà entre 1949 i 1982, en què es va suspendre definitivament.

## Història
Els orígens de la classe de 350 cc es remunten a una altra, la del 1/3 de litre, popular a començaments del segle xx. Entre les primeres curses del "terç de litre" documentades hi ha el Critérium du Tiers-de-Litre celebrat a París els anys 1904 i 1905. El 1911 es va celebrar la primera edició del Junior TT i del Campionat d'Itàlia, on es va admetre la classe del terç de litre. Gradualment, però, la classe "1/3 de litre" canvià a "350 cc" (al Junior TT, ja a partir de 1912). Després de la Primera Guerra Mundial, les curses internacionals de 350 cc les dominaven les motos i els pilots britànics. Aquest fou el cas del Campionat d'Europa, nascut el 1924, a les 18 edicions del qual, 15 pilots britànics foren campions d'aquesta categoria.
Amb el naixement del Mundial de motociclisme el 1949, el domini britànic va continuar, amb marques com ara AJS, Norton i Velocette al capdavant. Aquest domini es va trencar el 1953, quan Moto Guzzi va irrompre en escena amb un motor monocilíndric derivat del Gambalunghino 250. El fabricant italià va dominar la categoria dels 350cc des d'aleshores fins al 1957, obtenint 5 títols consecutius amb Fergus Anderson, Bill Lomas i Keith Campbell de pilots, tot i la forta competència de DKW, Gilera i MV Agusta.
Un cop Moto Guzzi es va haver retirat de la competició, MV Agusta ocupà el seu lloc gràcies a pilots com ara John Surtees (3 títols mundials) i Gary Hocking (un títol). La temporada de 1962 va entrar a la categoria Honda amb Jim Redman, qui aconseguí 4 victòries en Gran Premi i el títol mundial superant clarament el millor pilot de MV Agusta, Mike Hailwood (tercer al final, darrere de l'altre pilot d'Honda Tommy Robb). El domini d'Honda als 350cc va ser tan aclaparador en els anys següents que MV Agusta va haver de respondre amb una nova moto: la cèlebre tres cilindres. Honda es va retirar a finals de 1967, després d'haver aconseguit 6 títols consecutius (4 amb Redman i 2 amb Hailwood), i llavors es va iniciar un altre cicle victoriós de MV Agusta gràcies a Giacomo Agostini, el primer pilot no anglosaxó a guanyar el mundial de la categoria.
A partir de la dècada del 1970, les graelles de sortida de la categoria s'ompliren de Yamaha TR i TZ equipades amb motors bicilíndrics de dos temps, molt populars entre els pilots privats. Amb una d'aquestes TZ, Agostini guanyà el 1974 el primer títol de 350cc per a una moto de dos temps. A poc a poc, la tecnologia de la TZ 350 esdevingué l'estàndard de la categoria, imitada també per altres fabricants com ara Harley-Davidson (campiona del món el 1976 amb Walter Villa) i Kawasaki. Aquest darrer fabricant fou qui dominà la categoria al tombant de dècada, guanyant tots els títols de 1978 a 1982 tret del de 1980.
Havent esdevingut una mena de "duplicat" de la classe de 250 cc, amb la qual compartia les característiques tècniques, i amb un rendiment similar a la de 500 cc, la classe de 350 cc fou suprimida al final de la temporada 1982.
Pel que fa a la identificació de la motocicleta, els espais porta-números (un al davant i dos de laterals, un a cada banda) havien de ser blaus amb els números blancs.

## Llista de campions
| Edició | Any  | Pilot             | Motocicleta     |
| ------ | ---- | ----------------- | --------------- |
| I      | 1949 | Freddie Frith     | Velocette       |
| II     | 1950 | Bob Foster        | Velocette       |
| III    | 1951 | Geoff Duke        | Norton          |
| IV     | 1952 | Geoff Duke        | Norton          |
| V      | 1953 | Fergus Anderson   | Moto Guzzi      |
| VI     | 1954 | Fergus Anderson   | Moto Guzzi      |
| VII    | 1955 | Bill Lomas        | Moto Guzzi      |
| VIII   | 1956 | Bill Lomas        | Moto Guzzi      |
| IX     | 1957 | Keith Campbell    | Moto Guzzi      |
| X      | 1958 | John Surtees      | MV Agusta       |
| XI     | 1959 | John Surtees      | MV Agusta       |
| XII    | 1960 | John Surtees      | MV Agusta       |
| XIII   | 1961 | Gary Hocking      | MV Agusta       |
| XIV    | 1962 | Jim Redman        | Honda           |
| XV     | 1963 | Jim Redman        | Honda           |
| XVI    | 1964 | Jim Redman        | Honda           |
| XVII   | 1965 | Jim Redman        | Honda           |
| XVIII  | 1966 | Mike Hailwood     | Honda           |
| XIX    | 1967 | Mike Hailwood     | Honda           |
| XX     | 1968 | Giacomo Agostini  | MV Agusta       |
| XXI    | 1969 | Giacomo Agostini  | MV Agusta       |
| XXII   | 1970 | Giacomo Agostini  | MV Agusta       |
| XXIII  | 1971 | Giacomo Agostini  | MV Agusta       |
| XXIV   | 1972 | Giacomo Agostini  | MV Agusta       |
| XXV    | 1973 | Giacomo Agostini  | MV Agusta       |
| XXVI   | 1974 | Giacomo Agostini  | Yamaha          |
| XXVII  | 1975 | Johnny Cecotto    | Yamaha          |
| XXVIII | 1976 | Walter Villa      | Harley-Davidson |
| XXIX   | 1977 | Takazumi Katayama | Yamaha          |
| XXX    | 1978 | Kork Ballington   | Kawasaki        |
| XXXI   | 1979 | Kork Ballington   | Kawasaki        |
| XXXII  | 1980 | Jon Ekerold       | Bimota          |
| XXXIII | 1981 | Anton Mang        | Kawasaki        |
| XXXIV  | 1982 | Anton Mang        | Kawasaki        |

## Estadístiques

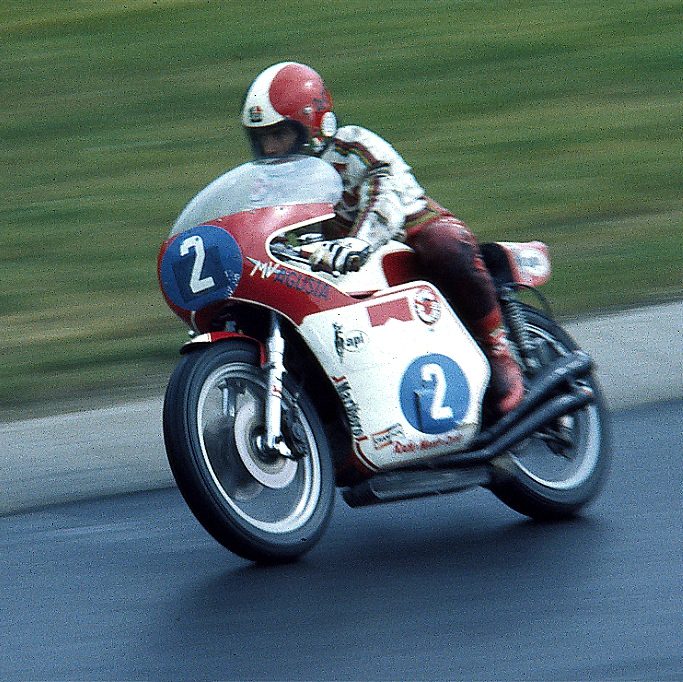
Giacomo Agostini amb la MV Agusta 350 el 1976

### Campions múltiples
| Pilot            | Títols |
| ---------------- | ------ |
| Giacomo Agostini | 7      |
| Jim Redman       | 4      |
| John Surtees     | 3      |
| Mike Hailwood    | 2      |
| Kork Ballington  | 2      |
| Geoff Duke       | 2      |
| Fergus Anderson  | 2      |
| Bill Lomas       | 2      |
| Anton Mang       | 2      |

### Títols per nacionalitat
| País       | Total |
| ---------- | ----- |
| Regne Unit | 13    |
| Itàlia     | 8     |
| Rhodèsia   | 5     |
| Sud-àfrica | 3     |
| Alemanya   | 2     |
| Austràlia  | 1     |
| Japó       | 1     |
| Veneçuela  | 1     |
| Total      | 34    |